# Cachoeira do Bom Jardim
A Cachoeira do Bom jardim é uma queda d'água localizada no limite do Parque Nacional da Chapada Diamantina com o Parque Natural Municipal de Andaraí Rota das Cachoeiras, nas cidades brasileiras de Itaetê e Andaraí,, região central da Bahia.
Fica localizada a cerca de 30 quilômetros da sede municipal e possui 76 metros de queda, com uma trilha de fácil acesso, Seu acesso se dá a partir do povoado de Europa, numa trilha considerada de fácil percurso.
No topo da cascata há uma formação rochosa em formato de dromedário, denominada Pedra do Camelo.